# Rubus negatus
Rubus negatus är en rosväxtart som beskrevs av Abraham van de Beek. Rubus negatus ingår i släktet rubusar, och familjen rosväxter. Inga underarter finns listade i Catalogue of Life.